# Santa Eugénia
Santa Eugénia ist eine Gemeinde (Freguesia) im portugiesischen Kreis Alijó. In ihr leben 278 Einwohner (Stand 19. April 2021).